# Bilan Lipid

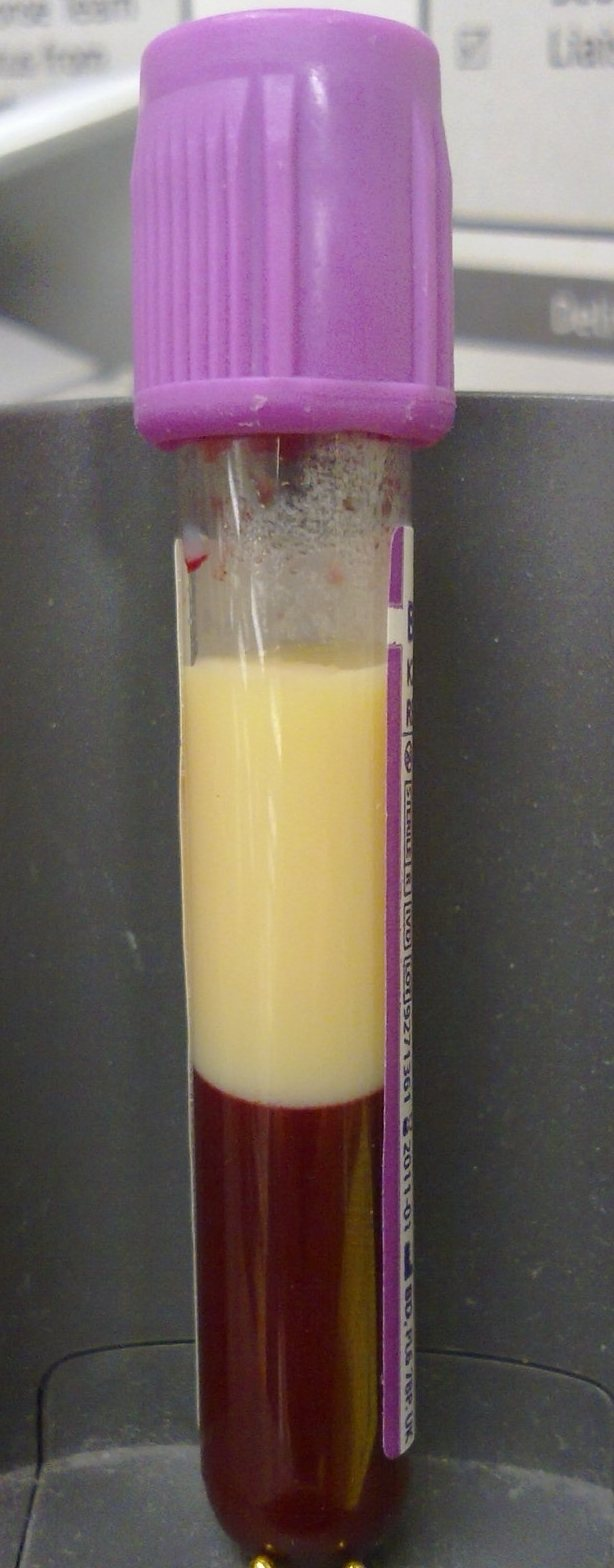
Kết quả phân tích máu của một người bị rối loạn mỡ máu (hyperlipidaemia)

Bilan Lipid (tiếng Anh: Lipid profile) hay mỡ máu là nhóm xét nghiệm đánh giá tình trạng lipid trong cơ thể thông qua các chỉ số lipid trong máu khác nhau. Xét nghiệm mỡ máu thường bao gồm bốn thông số: triglyceride (mỡ trung tính), cholesterol toàn phần, LDL (lipoprotein tỷ trọng thấp, low-density lipoprotein), HDL (lipoprotein tỷ trọng cao, high-density lipoprotein).
Bilan Lipid là một xét nghiệm cận lâm sàng thường quy (thường được dùng để đánh giá tình trạng sức khỏe định kỳ hoặc theo dõi kết quả điều trị) và chi phí thực hiện tương đối rẻ.

## Danh mục từ viết tắt
| STT | Thuật ngữ viết tắt | Thuật ngữ tiếng Anh              | Thuật ngữ tiếng Việt                |
| --- | ------------------ | -------------------------------- | ----------------------------------- |
| 01  | LDL                | Low-density lipoprotein          | Lipoprotein tỷ trọng thấp, "mỡ xấu" |
| 02  | HDL                | High-density lipoprotein         | Lipoprotein tỷ trọng cao, "mỡ tốt"  |
| 03  | TG                 | Triglyceride hay Triacylglycerol | Triglyceride, "mỡ trung tính"       |
| 04  | TC                 | Total cholesterol                | Cholesterol toàn phần               |
| 05  | Apo                | Apolipoprotein                   | Apolipoprotein                      |
| 06  | VLDL               | Very-low-density lipoprotein     | Lipoprotein tỷ trọng rất thấp       |

## Cơ sở sinh hóa
Lipid là thành phần không thể thiếu đối với con người (nói riêng) và sinh vật nói chung. Lipid tham gia vào cấu tạo và hoạt động sinh lý của tế bào, cơ thể. Ví dụ: cholesterol là nguyên liệu cho quá trình tổng hợp testosterone, estrogen.... 

Cấu trúc của một chylomicron

### Chuyển hóa lipid ngoại sinh
Sau khi được ăn, lipid bị nhũ tương hóa (emulsification) ở tá tràng (duodenum) thành các giọt lipid nhờ vào các muối mật (bile salt) có trong dịch mật (bile). Tại đây, các giọt lipid bị enzyme tiêu hóa phân giải: triacylglycerol thành 2-monoacylglycerol và các acid béo tự do (như palmitic acid) nhờ vào lipase tụy; cholesterol ester thành cholesterol thông qua enzyme cholesterol esterase; phospholipid thành lysophospholipid nhờ vào enzyme phospholipase A2. 

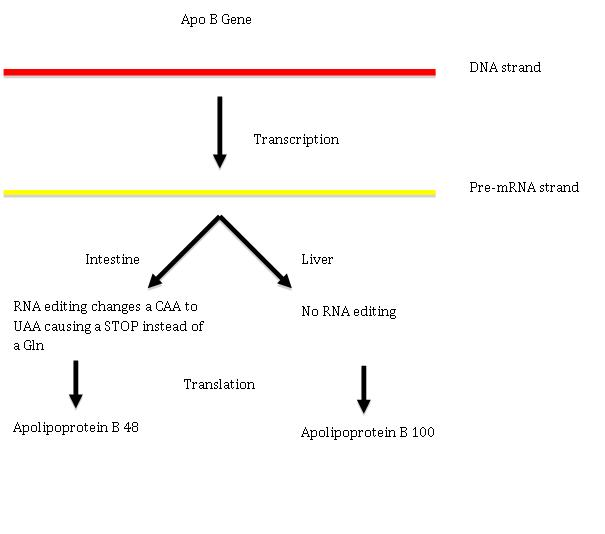
Gene ApoB, nằm trên nhiễm sắc thể số 2, được phiên mã tạo thành mRNA (ribonucleic acid thông tin). Ở tế bào ruột, một cytosine nằm ở khung đọc mở (open reading frame) bị khử amino (deamination) thành uracil tạo ra bộ ba kết thúc (stop codon) dẫn đến ApoB ở ruột chỉ có 2152 amino acid (dài khoảng 48% so với ApoB ở gan) trong khi ApoB ở gan có 4536 amino acid. Do vậy, ApoB ở ruột được ký hiệu là ApoB-48 (có ở chylomicron) trong khi ApoB do gan sản xuất là ApoB-100 (có ở VLDL).

Sau đó, chúng được hấp thụ vào niêm mạc ruột non nhờ vào hạt micelle và ở tế bào thành ruột non (enterocyte), các sản phẩm tiêu hóa lipid được tái tổng hợp lại như 2-monoacylglycerol thành triacylglycerol (TG) và được đóng gọi tạo thành một dạng lipoprotein với tên gọi là chylomicron. 
Chylomicron chứa triacylglycerol (85%), cholesterol và các vitamin tan trong lipid (vitamin A, vitamin E, vitamin K...). Các protein bề mặt lipoprotein được gọi là apolipoprotein. Ở chylomicron, protein thuộc dạng apolipoprotein B (viết tắt: ApoB) và ApoB của chylomicron bao gồm 48 amino acid nên viết đầy đủ là ApoB-48. Chylomicron mới ra khỏi tế bào niêm mạc ruột non ở dạng sơ khai. Sau đó, chúng được "trưởng thành hóa" khi nhận thêm ApoCII và ApoE từ HDL. Các thụ thể ở tế bào gan (hepatocyte) nhận biết chylomicron và nhập bào loại lipoprotein này thông qua ApoE. Trong khi đó, ApoCII có vai trò hoạt hóa các enzyme lipoprotein lipase (LPL) trên bề mặt tế bào nội mô mao mạch ở mô cơ, mô mỡ. Từ đó, enzyme này phân giải triacylglycerol thành acid béo tự do (cung cấp nhiên liệu cho tế bào mô cơ, nguyên liệu dự trữ cho tế bào mô mỡ) và glycerol đưa về gan. Đồng thời, sau khi bị LPL phân giải, chylomicron bị mất nhiều ApoCII và phần tàn dư (chylomicron remnant) sẽ bị hấp thu ở tế bào gan nhờ vào ApoE.

### Chuyển hóa lipid nội sinh
Gan là cơ quan quan trọng trong quá trình tổng hợp và chuyển hóa lipid.
Lipoprotein tỷ trọng thấp (LDL) có thể được suy ra dựa vào kết quả định lượng cholesterol toàn phần, triglyceride và HDL thông qua phương trình Friedewald: {\displaystyle LDL=[TC]-([HDL]+{\frac {[TG]}{5}})}.
Lipoprotein tỷ trọng rất thấp (VLDL) có thể suy ra dựa vào nồng độ triglyceride (TG) thông qua phương  trình Friedewald: {\displaystyle VLDL={\frac {[TG]}{5}}}.
HDL được xem là một loại "mỡ tốt" bởi vì chúng có nhiệm vụ thu gom cholesterol dư thừa từ các mô, cơ quan và vận chuyển về gan để xử lý (tạo dịch mật).

## Kết quả xét nghiệm và ý nghĩa lâm sàng
| STT | Tên xét nghiệm                   | Khung tham chiếu theo Bệnh viện Chợ Rẫy (TP.HCM) | Khung tham chiếu theo Bệnh viện John Hopkins (Hoa Kỳ) |
| --- | -------------------------------- | ------------------------------------------------ | ----------------------------------------------------- |
| 01  | Định lượng Cholesterol toàn phần | 140-239 mg/dL                                    | < 200 mg/dL                                           |
| 02  | Định lượng LDL-C                 | 90-150 mg/dL                                     | < 129 mg/dL                                           |
| 03  | Định lượng HDL-C                 | > 45 mg/dL                                       | > 40 mg/dL                                            |
| 04  | Định lượng Triglyceride          | 35-160 mg/dL                                     | < 150 mg/dL                                           |

Rối loạn lipid máu (Dyslipidaemia) được chẩn đoán khi có sự bất thường về các thông số trên. Thông thường, máu nhiễm mỡ được kết luận khi nồng độ cholesterol máu toàn phần lớn hơn hoặc bằng 240 mg/dL hoặc/và nồng độ LDL-C trên 150 mg/dL. 